# Rhododendron phaeochristum
Rhododendron phaeochristum är en ljungväxtart som beskrevs av Herman Otto Sleumer. Rhododendron phaeochristum ingår i släktet rododendron, och familjen ljungväxter. Inga underarter finns listade i Catalogue of Life.